# Chiesa di San Paolo (Grosse Pointe Farms)
La chiesa di San Paolo è un luogo di culto cattolico di Grosse Pointe Farms inaugurato nel 1895, situato al 157 di Lake Shore Road. Fa parte, dal 1992 del Michigan State Historic Site e, dal 1994, del National Register of Historic Places.

## Storia
La parrocchia di San Paolo è stata la prima chiesa ad essere costruita a Grosse Pointe Farms. Le origini della parrocchia risalgono al 1790, quando alcuni presbiteri francesi furono incaricati per il ministero dei coloni francesi che abitavano nella zona vicina al lago St. Clair, all'epoca prevalentemente agricola. Il primo edificio costruito appositamente per il culto fu voluto nel 1825 da Padre Francesco Badin, e si trovava in prossimità del lago, vicino all'attuale cittadina di Grosse Pointe Shores. La parrocchia fu ufficialmente istituita nel 1835.

## Descrizione

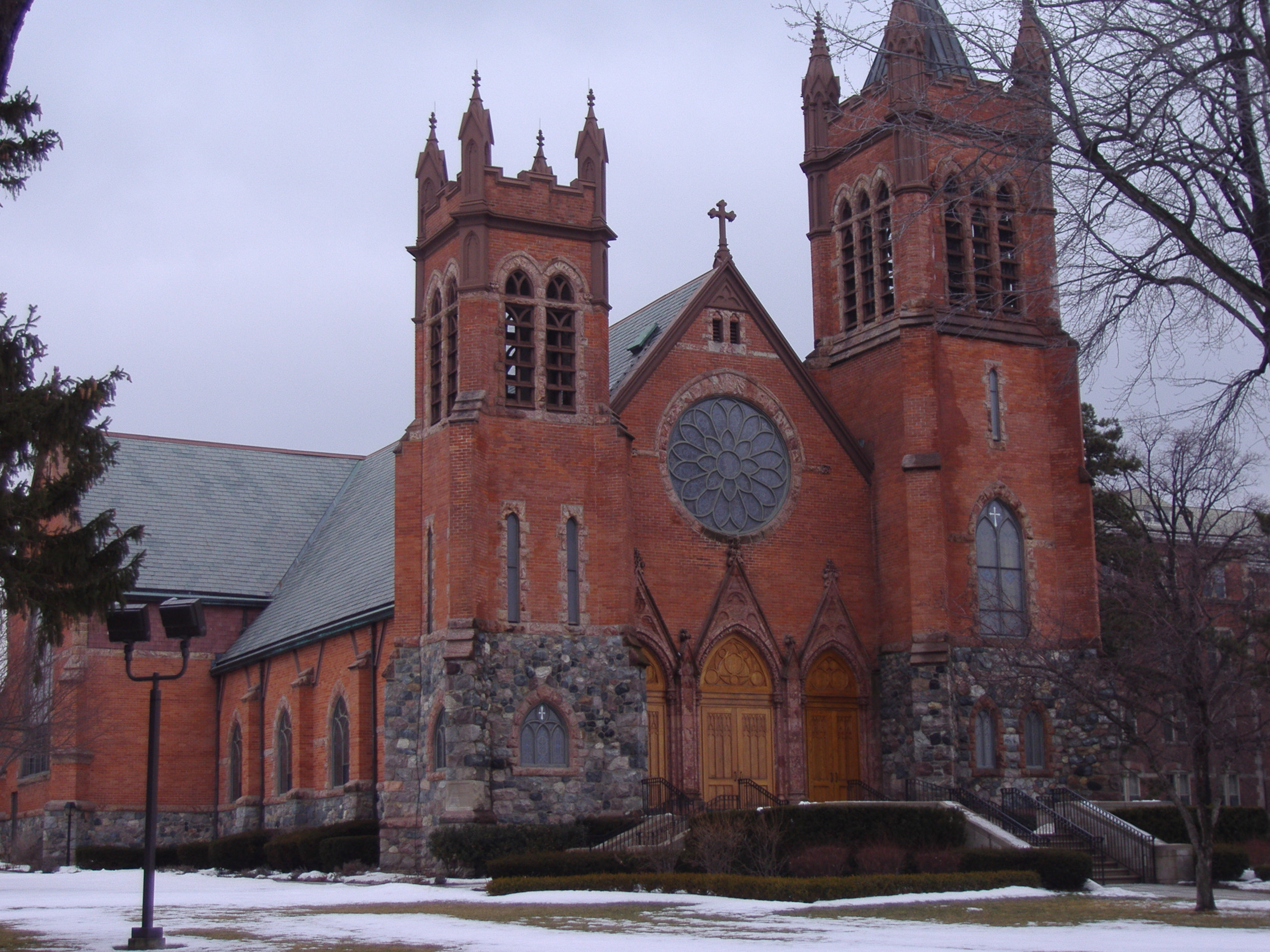
La chiesa vista dall'angolo di Lake Shore Road

L'attuale struttura fu progettata da Harry J. Rill e fu completata nel 1899, avendo a disposizione un budget di poco più di 23000 $. La precedente struttura fu utilizzato come chiesa parrocchiale fino a quando fu smantellata nel 1914. Alla parrocchia sono associati quattro edifici: la canonica, fatta in mattoni, di stile inglese, situata dietro la chiesa; una scuola cattolica; una piccola struttura messa a disposizione dalla parrocchia per la comunità, ed un convento delle suore della Società del Sacro Cuore di Gesù. La canonica è stata aggiunta nel 1911, e gli altri edifici, progettati da Smith, Hinchman & Grylls, sono stati aggiunti al complesso nel 1927. La scuola ed altri progetti furono aggiunti tra il 1951 ed il 1953. Un altro edificio della parrocchia, originariamente costruito intorno al 1900 per l'allora sindaco di Detroit Alexander Lewis, fu acquistato dalla parrocchia solo nel 1959.
Il complesso della chiesa di San Paolo si erge su una lunga e stretta lingua di terra tra Lake Shore Road e Grosse Pointe Boulevard. La chiesa è costruita di mattoni e pietra, ed è stato progettato in stile gotico francese. Le vetrate installate nel 1901 sono state fatte dalla Fredericks & Wolfram Art Glass Company di Detroit, mentre quelle installate nel 1924, dalla Franz Mayer & Company di Monaco di Baviera, in Germania.